# Finlandia vodka
A Finlandia egy Finnországban gyártott vodkamárka. Finomszesszé desztillált árpából, és gleccserjégből származó vízből készül, számos ízesített változatban is kapható. 1970 óta gyártják, Rajamäki településen, Nyland tartományban. Összesen 135 országban kapható, így az ital mára Finnország egyik nemzetközi jelképének számít.
A vodkát előállító lepárlóüzemet 1888-ban alapították Rajamäkiban, egy gleccserforrás közelében, ahol a mai napig gyártják. Miután Finnország 1920-ban alkoholtilalmat vezetett be, a finn állam felvásárolta a gyárat, azzal a céllal, hogy ott orvosi célra alkoholt állítsanak elő. Az alkoholfogyasztást tiltó törvényt 1932-ben feloldották, de az italgyártás továbbra is kizárólag állami jogkör maradt. 1970-ben az állami Alko vállalat létrehozta a Finlandia márkát. Ugyanebben az évben ez lett az első skandináv vodka, ami az Egyesült Államokban elérhetővé vált, és egyben az első importált vodka, ami prémium besorolást kapott. 2000-ben az amerikai Brown–Forman cég 44%-os részesedést szerzett a márkában, majd 2004-ben a finn kormány privatizálta, így a gyártási jogok teljes egészében az amerikai vállalathoz kerültek.